# Claytonia tuberosa
Claytonia tuberosa är en källörtsväxtart som beskrevs av Pall. och Carl Ludwig von Willdenow. Claytonia tuberosa ingår i släktet vårskönor, och familjen källörtsväxter. Inga underarter finns listade i Catalogue of Life.